# Nonea heterostemon
Nonea heterostemon är en strävbladig växtart som beskrevs av Svante Samuel Murbeck. Nonea heterostemon ingår i släktet nonneor, och familjen strävbladiga växter. Inga underarter finns listade i Catalogue of Life.